# Primera División Castellano Manchega de Baloncesto
La Primera División Castellano Manchega de Baloncesto es una competición a nivel regional de baloncesto que forma parte de la Primera División Nacional de Baloncesto que está formada por varias divisiones, cada una formada por clubes relaciones por su cercanía geográfica. Una de ellas es la Primera División Castellano Manchega de Baloncesto. Esta división otorga el ascenso a la Tercera FEB y el descenso a la 1ª Autonómica. Durante la mitad de la temporada los cuatro mejores equipos juegan la Copa Presidente.
El campeón actual es el BAZU B. Azudense.